# Paceville

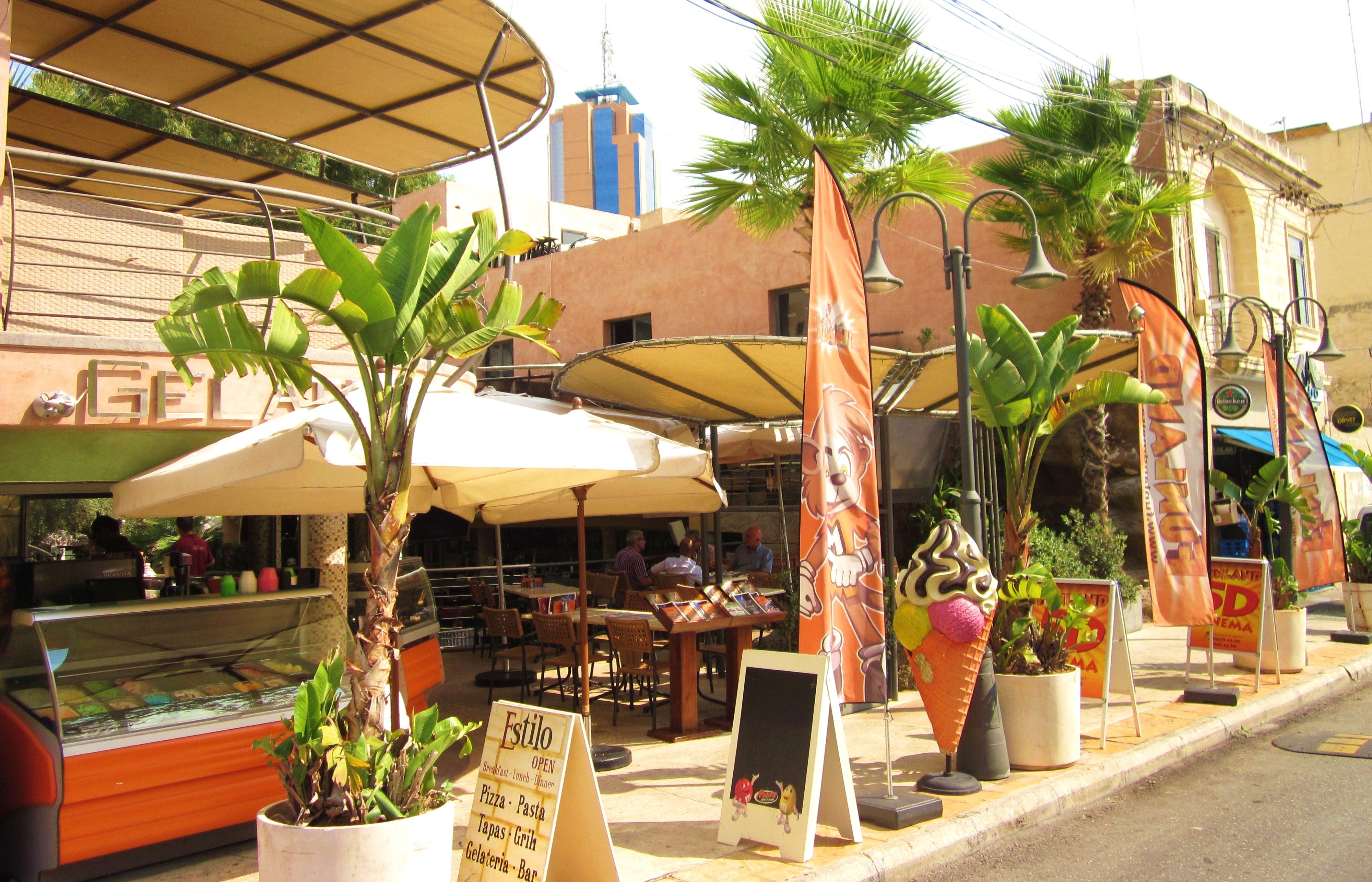
Paceville

Situada a leste de San Ġiljan (Malta), Paceville é o nome duma zona de lazer (e não duma vila oficial) situada entre Spinola Bay e St George's Bay. A elevada concentração de bares, restaurantes e discotecas, faz com que seja considerada a capital da vida nocturna de Malta. 

## Origem
As origens de Paceville encontram-se no facto de, nos anos 1920 e 1930, um advogado, Dr Giuseppe Pace (1890 - 1971), ter construído algumas residências a beira mar em San Julian, no local de "il-Qaliet", uma pequena baía situada entre a península Dragonara e Portomaso. Algumas ainda se encontram de pé, rodeadas de hotéis e apartamentos.
As casas eram originalmente ocupadas por Britânicos, e depois entre as duas guerras, os malteses começaram a ocupá-las. Uma capela agustina, hoje conhecida como a capela do Milénio (Millenium Chapel), foi construída em Paceville.

## Recente desenvolvimento
Após a guerra, Paceville era um sitio onde estavam instalados agricultores, e onde se encontravam poucos restaurantes. Os Maltêses tinham por habito deixar os carros estacionados nos campos, onde hoje se encontram os hotéis de luxo.
Nos anos 1960, Paceville começou a transformar-se numa zona turística, quando duas grandes marcas de hotéis, o Sheraton e o Hilton, construíram dois hotéis de cinco estrelas nessa zona.